# Martha Norelius
Martha Maria Norelius (Stockholm, 22 januari 1909 – Saint Louis, 25 september 1955) was een in Zweden geboren Amerikaans zwemster. Ze werd twee keer olympisch kampioen zwemmen op de 400 meter vrije slag en één keer op de 4x100 meter vrije slag.

## Biografie

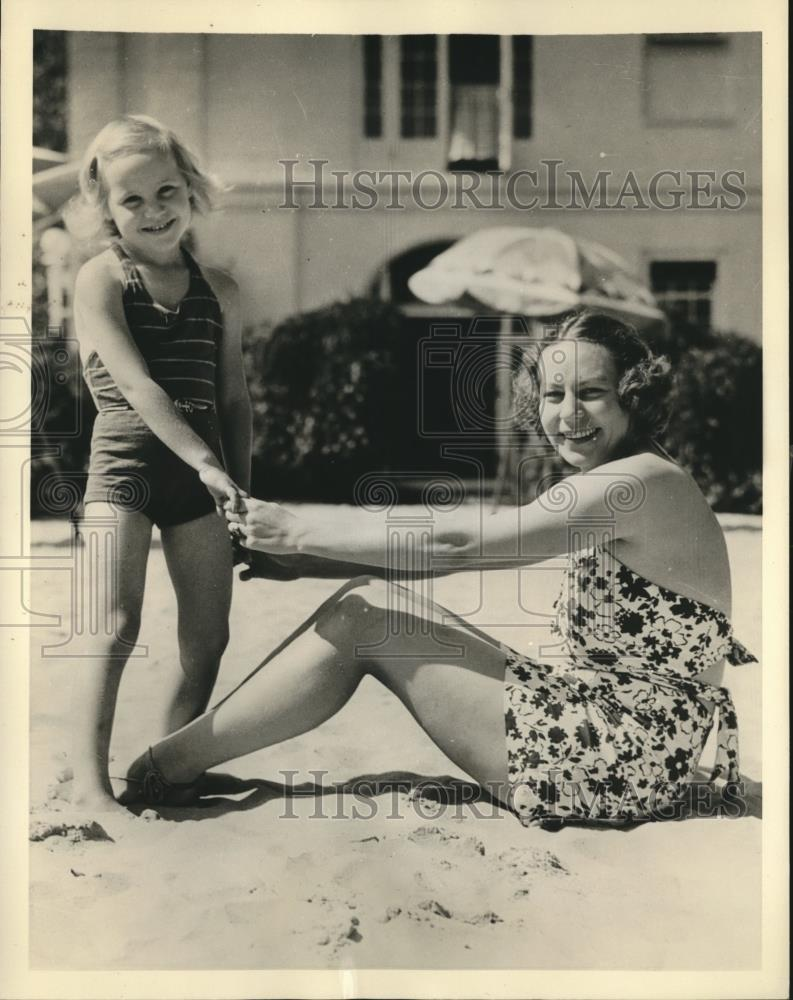
Martha Norelius met haar oudste dochter Diane (september 1936)

Martha Norelius was een van de eerste topzwemsters van de Verenigde Staten. Ze werd aanvankelijk gecoacht door haar vader Charles Norelius, die op zijn beurt voor Zweden uitkwam op de Tussenliggende Spelen van 1906. Zij domineerde van 1924 tot 1929 op de zwemwedstrijden, voornamelijk door haar olympische resultaten. Ze won in 1924 bij de Spelen in Parijs de 400 meter vrije slag en verdedigde vier jaar later met succes de titel in een wereldrecordtijd van 5.42,8 minuten. Norelius is de enige vrouw die deze afstand twee keer wist te winnen op de Spelen. Bij de Spelen in Amsterdam voegde ze met het 4x100 meter vrije slag estafetteteam nog een derde olympische gouden medaille toe aan haar palmares.
Ze won tussen 1925 en 1929 elf individuele titels van de Amateur Athletic Union (AAU) en zette negentien wereldrecords en dertig Amerikaanse records op haar naam. In 1929 werd ze door de AAU geschorst wegens het geven van een demonstratie in hetzelfde zwembad als waarin sommige professionele zwemmers dat deden. Ze besloot vervolgens om zelf ook een professionele zwemster te worden en won vlak erna een wedstrijd in Toronto. Eenmaal daar ontmoette ze roeier, en latere echtgenoot, Joseph Wright. Hij had in 1928 olympisch zilver gewonnen voor Canada op de dubbel-twee en speelde als Canadianfootballspeler bij de Toronto Argonauts in de Canadian Football League. Norelius overleed in 1955 na een galblaasoperatie.
Ze werd in 1967 postuum opgenomen in de International Swimming Hall of Fame. Haar ouders namen de prijs in ontvangst.
Norelius huwde drie keer: in 1926 met Wirt A. McAllister, in 1930 met olympisch roeier Joseph Wright en in 1943 met Alanson Brown. Ze kreeg vijf dochters; twee met Wright, onder wie de aan leukemie jong gestorven Daphne, en drie met Brown.

## Erelijst
- Olympische Zomerspelen: 3x

1924: Martha Norelius ·
1928: Martha Norelius ·
1932: Helene Madison ·
1936: Rie Mastenbroek ·
1948: Ann Curtis ·
1952: Valéria Gyenge ·
1956: Lorraine Crapp ·
1960: Chris von Saltza ·
1964: Ginny Duenkel ·
1968: Debbie Meyer ·
1972: Shane Gould ·
1976: Petra Thümer ·
1980: Ines Diers ·
1984: Tiffany Cohen ·
1988: Janet Evans ·
1992: Dagmar Hase ·
1996: Michelle Smith ·
2000: Brooke Bennett ·
2004: Laure Manaudou ·
2008: Rebecca Adlington ·
2012: Camille Muffat ·
2016: Katie Ledecky ·
2020: Ariarne Titmus ·
2024: Ariarne Titmus
1912: Moore, Fletcher, Speirs, Steer ·
1920: Woodbridge, Schroth, Guest, Bleibtrey ·
1924: Donnelly, Ederle, Lackie, Wehselau ·
1928: Lambert, Osipowich, Saville, Norelius ·
1932: Johns, Saville, McKim, Madison ·
1936: Selbach, Wagner, den Ouden, Mastenbroek ·
1948: Corridon, Kalama, Helser, Curtis ·
1952: I. Novák, Temes, É. Novák, Szőke ·
1956: Fraser, Leech, Morgan, Crapp ·
1960: Spillane, Stobs, Wood, von Saltza ·
1964: Stouder, de Varona, Watson, Ellis ·
1968: Barkman, Gustavson, Pedersen, Henne ·
1972: Babashoff, Barkman, Kemp, Neilson ·
1976: Peyton, Sterkel, Babashoff, Boglioli ·
1980: Krause, Metschuck, Diers, Hülsenbeck ·
1984: Johnson, Steinseifer, Torres, Hogshead ·
1988: Otto, Meißner, Hunger, Stellmach ·
1992: Haislett, Martino, Thompson, Torres ·
1996: Martino, Van Dyken, Fox, Thompson ·
2000: Van Dyken, Shealy, Thompson, Torres ·
2004: Mills, Lenton, Thomas, Henry ·
2008: Dekker, Kromowidjojo, Heemskerk, Veldhuis ·
2012: Coutts, C. Campbell, Elmslie, Schlanger ·
2016: McKeon, Elmslie, B. Campbell, C. Campbell ·
2020: B. Campbell, Harris, McKeon, C. Campbell ·
2024: O'Callaghan, Jack, McKeon, Harris
- Bibliothèque nationale de France: cb177823605 (data)
- International Standard Name Identifier: 0000 0000 3502 9584
- Library of Congress Control Number: n96017707
- Virtual International Authority File: 16486586
- WorldCat: E39PBJq6WYftkQjvm6tCXPFkDq